# Suphalomitus transvaliensis
Suphalomitus transvaliensis is een insect uit de familie van de vlinderhaften (Ascalaphidae), die tot de orde netvleugeligen (Neuroptera) behoort. 
Suphalomitus transvaliensis is voor het eerst wetenschappelijk beschreven door Van der Weele in 1909.